# La Paz (Kalifornia Dolna Południowa)
La Pazⓘ – miasto w północno-zachodnim Meksyku, na Półwyspie Kalifornijskim, stolica stanu Kalifornia Dolna Południowa. W 2010 roku liczyło ponad 215 tys. mieszkańców. Miasto jest także siedzibą gminy o tej samej nazwie, które pod względem powierzchni jest czwartą gminą spośród ponad 2,4 tys. gmin w Meksyku. Gmina w 2005 roku liczyła 219 596 mieszkańców.

## Historia
Pierwsze ślady ludzkie na terenie La Paz sięgają okresu sprzed 10 000 lat kiedy dotarli tam przedstawiciele neolitycznych ludów zbieracko łowieckich. Pierwszym Europejczykiem który dotarł do La Paz był hiszpański konkwistador Hernán Cortés. Nadał on miejscu nazwę Santa Cruz. Założył on kolonię, lecz ta z powodu kłopotów aprowizacyjnych nie rozwijała się. Sytuacja poprawiła się od przybycia Sebastiána Vizcaíno w 1596, który m.in. nadał miastu nową nazwę - La Paz.

## Współpraca
- Dżibuti, Dżibuti
- Ensenada, Meksyk
- Redondo Beach, Stany Zjednoczone
- Rosarito, Meksyk
- Słubice, Polska
- Tijuana, Meksyk

- Strona urzędu gminy La Paz. [dostęp 2010-04-08]. [zarchiwizowane z tego adresu (2013-04-08)]. (hiszp.).
- La Paz- Encyklopedia Gmin Meksyku. [dostęp 2010-04-08]. (hiszp.).